# Wściekłość na drodze
Wściekłość na drodze (Road Rage) – amerykański dreszczowiec. Po stracie swych najbliższych Eddie Madden całą złość postanawia wyładować na autostradzie.